# 스코틀랜드 자유민주당
스코틀랜드 자유민주당(영어: Scottish Liberal Democrats, 스코틀랜드 게일어: Libearal Deamocratach na h-Alba, 스코트어: Scots Leeberal Democrats)은 스코틀랜드의 정당이다. 현재 스코틀랜드 보수당, 스코틀랜드 노동당, 스코틀랜드 녹색당 다음으로 의석을 확보하고 있으며, 스코틀랜드 지역 내에서는 제5당이며 스코틀랜드 의회에서는 제5야당을 유지하고 있다.

## 같이 보기
- 잉글랜드 자유민주당
- 웨일스 자유민주당
- 북아일랜드 자유민주당